# CD300A
CD300A (англ. CD300a molecule) – білок, який кодується однойменним геном, розташованим у людей на короткому плечі 17-ї хромосоми. Довжина поліпептидного ланцюга білка становить 299 амінокислот, а молекулярна маса — 33 201.
| 10         |  | 20         |  | 30         |  | 40         |  | 50         |
| ---------- |  | ---------- |  | ---------- |  | ---------- |  | ---------- |
| MWLPWALLLL |  | WVPGCFALSK |  | CRTVAGPVGG |  | SLSVQCPYEK |  | EHRTLNKYWC |
| RPPQIFLCDK |  | IVETKGSAGK |  | RNGRVSIRDS |  | PANLSFTVTL |  | ENLTEEDAGT |
| YWCGVDTPWL |  | RDFHDPVVEV |  | EVSVFPASTS |  | MTPASITAAK |  | TSTITTAFPP |
| VSSTTLFAVG |  | ATHSASIQEE |  | TEEVVNSQLP |  | LLLSLLALLL |  | LLLVGASLLA |
| WRMFQKWIKA |  | GDHSELSQNP |  | KQAATQSELH |  | YANLELLMWP |  | LQEKPAPPRE |
| VEVEYSTVAS |  | PREELHYASV |  | VFDSNTNRIA |  | AQRPREEEPD |  | SDYSVIRKT  |

A: Аланін

C: Цистеїн

D: Аспарагінова кислота

E: Глутамінова кислота

F: Фенілаланін

G: Гліцин

H: Гістидин

I: Ізолейцин

K: Лізин

L: Лейцин

M: Метіонін

N: Аспарагін

P: Пролін

Q: Глутамін

R: Аргінін

S: Серин

T: Треонін

V: Валін

W: Триптофан

Кодований геном білок за функціями належить до рецепторів, фосфопротеїнів. 
Задіяний у таких біологічних процесах, як клітинна адгезія, імунітет, альтернативний сплайсинг. 
Локалізований у клітинній мембрані, мембрані.